# Angelica laurentiana
Angelica laurentiana là một loài thực vật có hoa trong họ Hoa tán. Loài này được Fernald mô tả khoa học đầu tiên năm 1926.